# Эбралидзе, Резо Семёнович
Реваз (Резо) Семёнович Эбралидзе (груз. რევაზ სიმონის ძე ებრალიძე; 3 августа 1921 — 11 мая 1980) — грузинский драматург и киносценарист. Заслуженный деятель искусств Грузинской ССР (1977).
Окончил Тбилисский государственный университет. Автор сценариев игровых и анимационных фильмов.

## Пьесы[1]
- Эбралидзе Р. Куда плывут облака? : Комедия в 3-х д / Сценич. ред. и пер. с груз. А. Антокольского. — М., 1959. — 73 с. — (Отд. распространения драм. произведений ВУОАП). — 25 экз. || . — М.: Искусство, 1960. — 72 с. — (Репертуар худож. самодеятельности, № 22). — 75 000 экз.
- Эбралидзе Р. Современная трагедия: В 4-х д., 9-ти карт / [Авториз. пер. с груз. М. Соболя]. — М., 1961. — 87 с. — (Отд. распространения драм. произведений ВУОАП). — 50 экз. || . — М.: Искусство, 1962. — 87 с. — 5000 экз.

## Фильмография (сценарии)
- 1959 — Вражда (анимационный)
- 1960 — Повесть об одной девушке
- 1961 — Жених без диплома
- 1968 — Город просыпается рано
- 1971 — Девушка из камеры № 25
- 1971 — Цотнэ Дадиани
- 1972 — Прощай, Инесса (новелла в киноальманахе Белые камни)
- 1976 — Побег на рассвете
- 1977 — Повесть об абхазском парне
- 1978 — Доброго здоровья, Эрмиле (новелла в киноальманахе «Цена жизни»)
- 1980 — Как жить без тебя?

## Награды
- Заслуженный деятель искусств Грузинской ССР (1977)[2]
- Заслуженный деятель искусств Абхазской АССР (1977)[2]